# Oneata (Fidschi)
Oneata ist eine Insel im Osten des Lau-Archipels im Pazifischen Ozean. Politisch gehört sie zur Eastern Division des Inselstaates Fidschi.

## Geographie
Oneata liegt rund 25 km nordnordöstlich von Moce sowie rund 40 km südöstlich von Lakeba, der Hauptinsel des Archipels. Auf halber Strecke nach Lakeba liegt die kleine und unbewohnte Insel Aiwa, auf halber Strecke nach Moce – in der Oneata Passage – das ringförmige und stets überflutete Korallenriff Cakau Lekaleka. Oneata ist 4,5 km lang und bis zu 1,7 km breit; ihre Fläche lässt sich zu rund 5 km² abschätzen. Die Insel ist weitläufig von einem Korallenriff umsäumt, das im Norden vier Passagen aufweist und Einfahrten in die Lagune ermöglicht. Sie ist dicht bewachsen und erreicht eine Höhe von 49 m über dem Meer. Innerhalb der Lagune, 750 m östlich von Oneata, liegt die kleine, unbewohnte und bis 43 m hohe Insel Loa (bei 18° 26′ S, 178° 27′ W). Oneata bildet einen der 13 traditionellen Distrikte (Tikina) der Lau-Provinz und hat zwei Dörfer (Koro), Waiqori im Osten und Dakuiloa im Westen der Insel.